# Dig Your Own Hole
Dig Your Own Hole är ett musikalbum av The Chemical Brothers, deras andra studioalbum, som släpptes i april 1997. Skivan blev ett stort genombrott för gruppen, och innehåller två Englandsettor; singlarna "Block Rockin' Beats" och "Setting Sun". På den sistnämnda medverkar Noel Gallagher som gästartist. Även "Elektrobank" släpptes som singel och blev måttligt populär, #17 på Englandslistan. Den här skivan är en av de mest tongivande inom den elektroniska musikstilen big beat. Skivomslaget visar en svartvit bild på ett kvinnligt fan till gruppen. Fotot togs under en konsert.

## Låtlista
1. "Block Rockin' Beats" - 5:14
2. "Dig Your Own Hole" - 5:27
3. "Elektrobank" - 8:18
4. "Piku" - 4:54
5. "Setting Sun" - 5:29
6. "It Doesn't Matter" - 6:14
7. "Don't Stop the Rock" - 4:50
8. "Get Up On It Like This" - 2:47
9. "Lost In the K-Hole" - 3:52
10. "Where Do I Begin" - 6:56
11. "The Private Psychedelic Reel" - 9:22

## Listplaceringar
- Billboard 200, USA: #14[1]
- UK Albums Chart, Storbritannien: #1[2]
- VG-lista, Norge: #4[3]
- Sverigetopplistan, Sverige: #3[4]